# Gallus Kemli
Gallus Kemli (* 18. November 1417 in St. Gallen; † 12. Februar 1480 oder 1481) war ein Benediktinermönch im Kloster St. Gallen.

## Leben
Gallus Kemli kam in Sankt Gallen zur Welt und wurde 1428 dem Kloster St. Gallen übergeben. Dort besuchte er die Schule und lernte Lesen und Schreiben in Deutsch und Latein.
1441 wurde er zum Priester geweiht. Nach einem Streit mit dem Abt und den Brüdern verließ er 1446 die Abtei und führte ein unstetes Wanderleben in Klöstern im Südwesten des Reichs. Nach seiner Rückkehr nach St. Gallen 1470 zerstritt er sich mit Abt Ulrich Rösch, sodass er das Kloster abermals verließ. Um 1480 kehrte er wieder in die Abtei St. Gallen zurück und wurde vom Abt in Klosterhaft gesetzt, in welcher er vermutlich starb.
Kemli schreib sein ganzes Leben lang Bücher und besaß eine ansehnliche Bibliothek. Neben Theologie in lateinischer Sprache interessierten ihn auch Texte in deutscher Sprache: Sprüche, Witz und Spott, medizinische Rezepte und Astrologie, und er klebte frühe kolorierte Holzschnitte in seine Bücher. Er legte einen Katalog seiner Bücher an, in welchem er seinen Buchbesitz detailliert verzeichnete. Trotz seines unsteten Lebens sind die meisten seiner Bücher überliefert, da das Kloster St. Gallen diese nach seinem Tod einbehielt. Seit einem Vergleich mit der Zentralbibliothek Zürich sind die meisten seiner Handschriften heute wieder in der Stiftsbibliothek St. Gallen aufbewahrt (Ms. 101) und als e-Codices digital faksimiliert.  Weitere Werke befinden sich in Frankfurt am Main (Stadt- und Universitätsbibliothek Ms. germ. qu. 13), in Trier (Stadtbibliothek cod. 5), in Wolfenbüttel (Herzog August-Bibliothek Ms. Blankenburg 305a) sowie in der Burgerbibliothek Bern (cod. B 32).